# Grace Bank
Grace Bank ist ein Ort im Norden des Belize District in Belize.

## Geographie
Grace Bank ist ein Ort am Belize River. Der Ort liegt auf dem Nordufer (Bank) des Flusses am Northern Highway zwischen Sandhill (SO) und Biscayne (NW)